# R de la Corona Boreal
R de la Corona Boreal (R Coronae Borealis) és un estel supergegant groc en la constel·lació de la Corona Boreal, prototip d'un tipus d'estels variables anomenats variables R Coronae Borealis. La pròpia R Coronae Borealis és un estel de qui la magnitud aparent normal és +5,89, però en cicles que van des de diversos mesos a molts anys, la seva lluentor s'atenua fins a magnitud 14. Per això se l'ha anomenat «Estel minvant» o «Nova reversible».

## Característiques
R Coronae Borealis és unes 10.000 vegades més lluminós que el Sol —aquesta xifra és només aproximada, ja que no es coneix amb exactitud la distància a la qual es troba— i té una temperatura superficial de 5000 - 5500 K. El seu radi és unes 100 vegades més gran que el radi solar però la seva massa és de només 0,8 masses solars.
L'espectre de R Coronae Borealis revela només traces d'hidrogen, la qual cosa du a pensar que les seves actuals capes externes estan formades fonamentalment d'heli i que l'estel va expulsar la seva capa externa d'hidrogen originària fa temps. Recolza aquesta idea el fet que R Coronae Borealis sigui especialment rica en carboni, element resultant de la fusió nuclear de l'heli. La seva elevada lluminositat condueix a una acusada pèrdua de massa, unes 100.000 vegades superior a l'experimentada pel Sol a causa del vent solar.

## Variabilitat
La variabilitat de R Coronae Borealis va ser descoberta fa poc més de 200 anys per l'astrònom Edward Pigott. Es creu que el peculiar comportament de R Coronae Borealis es deu a l'acumulació de pols de carboni en l'atmosfera de l'estel. La sobtada caiguda en la lluminositat pot ser produïda per la ràpida condensació de pols, que fa que una gran quantitat de llum no pugui sortir. En determinats moments estaríem observant no l'estel en si sinó l'embolcall de pols interna que l'envolta, la temperatura de la qual és lleugerament inferior a 900 K; aquest embolcall comença a uns 100 radis estel·lars i té aproximadament 25 anys llum de diàmetre. La tornada gradual a la lluentor normal seria el resultat de la dispersió d'aquesta pols per la pressió de radiació.

## Origen dels estels R Coronae Borealis
Existeixen dues teories diferents per explicar l'origen d'aquesta classe d'estels. La primera d'elles sosté que durant l'evolució cap a una nana blanca ordinària, en el profund interior estel·lar es produeix una violenta fusió d'heli que expandeix les capes externes a proporcions de supergegant. La segona teoria afirma que aquests estels són el resultat de la fusió de dues nanes blanques d'un sistema binari. Ambdues teories impliquen l'expansió de nanes blanques a la fase de supergegant. Es pensa que en la vida d'un estel aquesta etapa és molt curta, de l'ordre de 1000 anys, ja que són molt pocs els estels d'aquest tipus que es coneixen.